# David Benoit (baloncestista)
David Benoit  (Lafayette, 9 de mayo de 1968) es un exjugador y exentrenador de baloncesto estadounidense. Con 2.03 de estatura, jugaba en la posición de alero.

## Equipos
- High School. Lafayette, Louisiana.
- 1986-1988  Tyler Junior College.
- 1988-1990 Universidad de Alabama.
- 1990-1991  Mayoral Maristas.
- 1991-1996 Utah Jazz.
- 1996-1997 New Jersey Nets. Apenas juega por lesión
- 1997-1998 New Jersey Nets.
- 1997-1998 Orlando Magic.
- 1998-1999 Maccabi Tel Aviv
- 2000-2001 Utah Jazz
- 2001-2002 Shanghai Sharks.
- 2002-2004 Hitachi Sun Rockers.
- 2004-2005 Utah Snowbears.
- 2005-2007 Saitama Broncos.